# General Enrique Estrada
General Enrique Estrada là một đô thị thuộc bang Zacatecas, México. Năm 2005, dân số của đô thị này là 5639 người.